# 她早走了
《她早走了》（英語：She's Been Away）是1989年斯蒂芬·波利亞科夫的電視舞台劇。該劇由彼特‧豪爾執導。它是女爵士佩吉·阿什克羅福特的最後的作品，而她和潔拉汀·詹姆斯的演出共同在威尼斯电影节獲獎。

## 外部鏈接
- BBC頻道網站（页面存档备份，存于）
- 互联网电影数据库（IMDb）上《她早走了》的资料（英文）